# Amietophrynus chudeaui
Amietophrynus chudeaui là một loài cóc thuộc họ Bufonidae. Đây là loài đặc hữu của Mali.